# وپی
وپی (به انگلیسی: Vapi) یک زیستگاه انسانی در هند است که در Valsad district واقع شده‌است.

## خصوصیات
وپی ۱۶۳٬۶۳۰ نفر جمعیت دارد.